# Jan Pickard
Pour les articles homonymes, voir Pickard.

a Compétitions nationales et continentales officielles uniquement.

b Matchs officiels uniquement.
Jan Albertus Jacobus Pickard, né le 25 décembre 1927 à Paarl et décédé le 30 mai 1998 au Cap, est un ancien joueur de rugby international sud-africain. Il évolue au poste de deuxième ligne.

## Carrière
Il dispute son premier test match le 19 septembre 1953 contre les Wallabies. En 1956, il est retenu pour un match pour affronter les All Blacks.
Il fait partie de l'équipe des Springboks de 1958 qui affrontent les Français dans un match historique pour les Bleus le 16 août 1958.
Il effectue sa carrière au sein de la province de la Western Province.

## Vie privée
Jan Pickard a épousé Ingrid Cornelia Dönges (1933-2009), fille de l'ancien ministre et président élu, Theophilus Dönges.
Il est le grand-père de Francois Louw, 52 fois international pour l'Afrique du Sud.

## Palmarès
- 4 sélections
- Sélections par saison : 2 en 1953, 1 en 1956, 1 en 1958.